# Mount Moran
Mount Moran – góra o wysokości 3843 m n.p.m. na terenie Wyoming w Stanach Zjednoczonych.

## Położenie i okolica
Szczyt znajduje się nad jeziorem Jackson Lake w paśmie górskim Teton Range w Górach Skalistych. Jest także najwyższym szczytem w Moran Group. Od wschodu znajdują się szczyty West Horn oraz East Horn, od północy szczyty Traverse Peak i Bivouac Peak, a od południowego zachodu szczyt Thor Peak. Na zboczach góry znajdują się lodowce m.in. Skillet Glacier, Falling Ice Glacier, czy Triple Glaciers. U podnóża góry płynie strumień Moran Creek, znajduje się tam także zatoka Moran Bay oraz wąwóz Moran Canyon. Nazwy tych obiektów pochodzą od szczytu. Pojawiają się tam także liczne jeziorka i potoki, m.in. Leigh Lake oraz Leigh Creek.